# 318694 Keszthelyi
318694 Keszthelyi este o planetă minoră (asteroid) din centura de asteroizi. A fost descoperită pe 29 august 2005 la Piszkéstetői Obszervatórium⁠(d) de Krisztián Sárneczky⁠(d) și a fost numită după Keszthelyi Sándor⁠(d). 
Obiectul prezintă o orbită caracterizată de o semiaxă mare de 2,6328438114966 UAi, o excentricitate de 0,09, o înclinație de 8,1 ° în raport cu ecliptica.